# Han Woerdman
Johannes Petrus (Han) Woerdman (Laren, 29 november 1942 – 18 augustus 2020) was een Nederlands natuurkundige. Hij was onderzoeker bij het Philips Natuurkundig Laboratorium en later hoogleraar aan de Universiteit Leiden.

## Biografie
Woerdman begon zijn carrière in 1968 bij het Philips Natlab in de periode dat er nog fundamenteel natuurkundig onderzoek werd verricht. Aan de Universiteit van Amsterdam promoveerde hij in 1971 onder Andries Rinse Miedema op het proefschrift: "Some optical and electrical proporties of a laser-generaties free-carrier plasma in Si.". Hij verliet Philips in 1983 en werd vervolgens hoogleraar experimentele natuurkunde in Leiden.
Aan de Universiteit Leiden zette Woerdman zijn onderzoek naar lasers en optica voort, en dan vooral de klassieke optica. Later was hij verantwoordelijk voor het inrichten van vakgebied van de kwantumoptica.
Woerdman werd in 2002 benoemd tot lid van de Koninklijke Nederlandse Akademie van Wetenschappen. In 2007 werd hij Fellow van de European Optical Society (EOS). Naast zijn universitaire werk was Woerdman ook bestuurlijk actief bij het Leids Instituut voor Onderzoek in de Natuurkunde. Verder was hij lid en vice-voorzitter van Stichting voor Fundamenteel Onderzoek der Materie (FOM).